# رابرت اشترمبرگ
رابرت اشترمبرگ (انگلیسی: Robert Stromberg؛ زادهٔ ) یک کارگردان اهل ایالات متحده آمریکا است. وی از سال ۱۹۸۷ میلادی تاکنون مشغول فعالیت بوده‌است.